# Pagliara
Pagliara település Olaszországban, Szicília régióban, Messina megyében. Lakosainak száma 1118 fő (2023. január 1.). Pagliara Mandanici, Santa Lucia del Mela, Furci Siculo és Roccalumera községekkel határos.

## Népesség
A település lakossága az elmúlt években az alábbi módon változott:
| Lakosok száma | 1168 | 1146 | 1118 |
|               | 2017 | 2018 | 2023 |